# Vypich

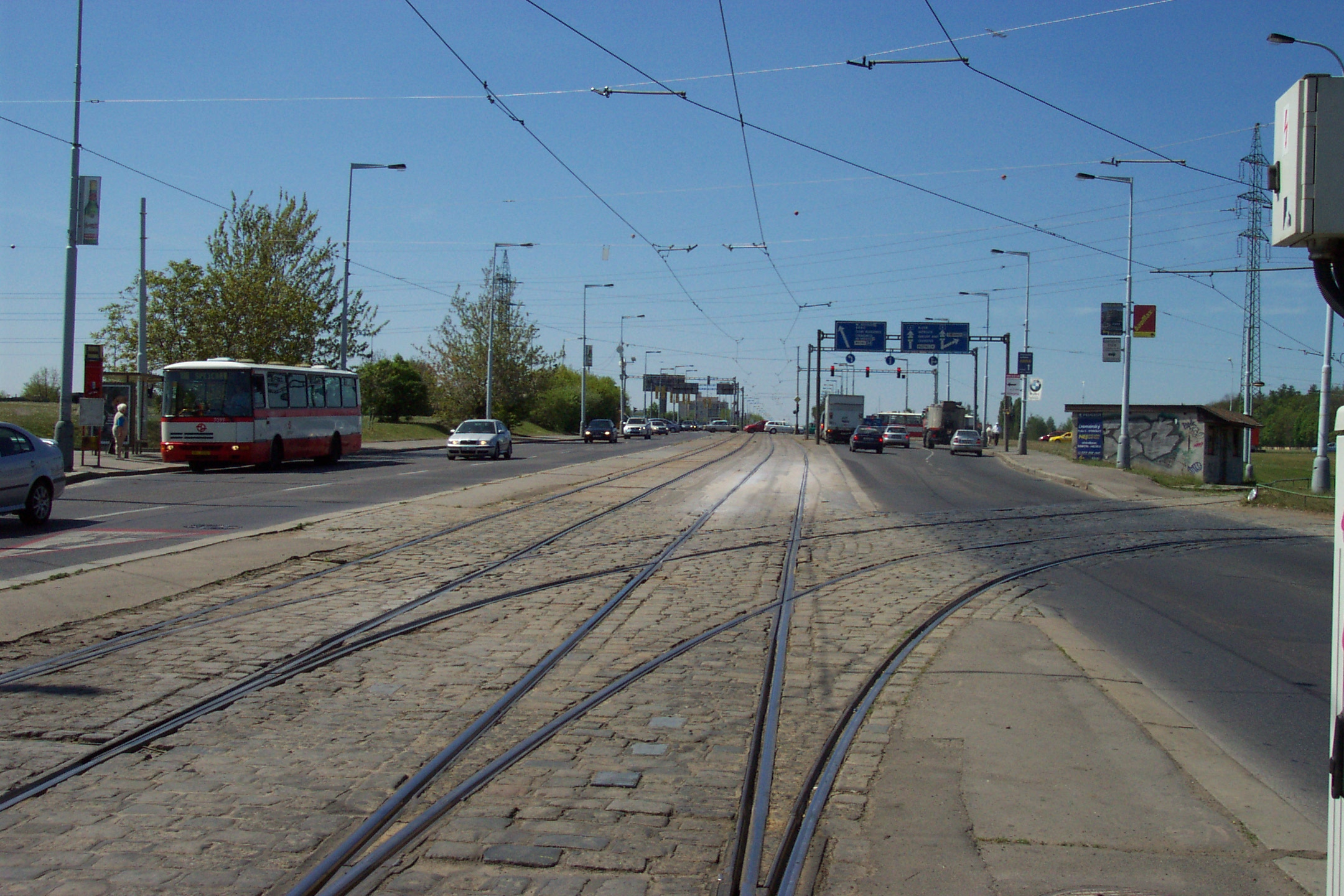
Bělohorská ulice zde procházející Vypichem od východu k západu

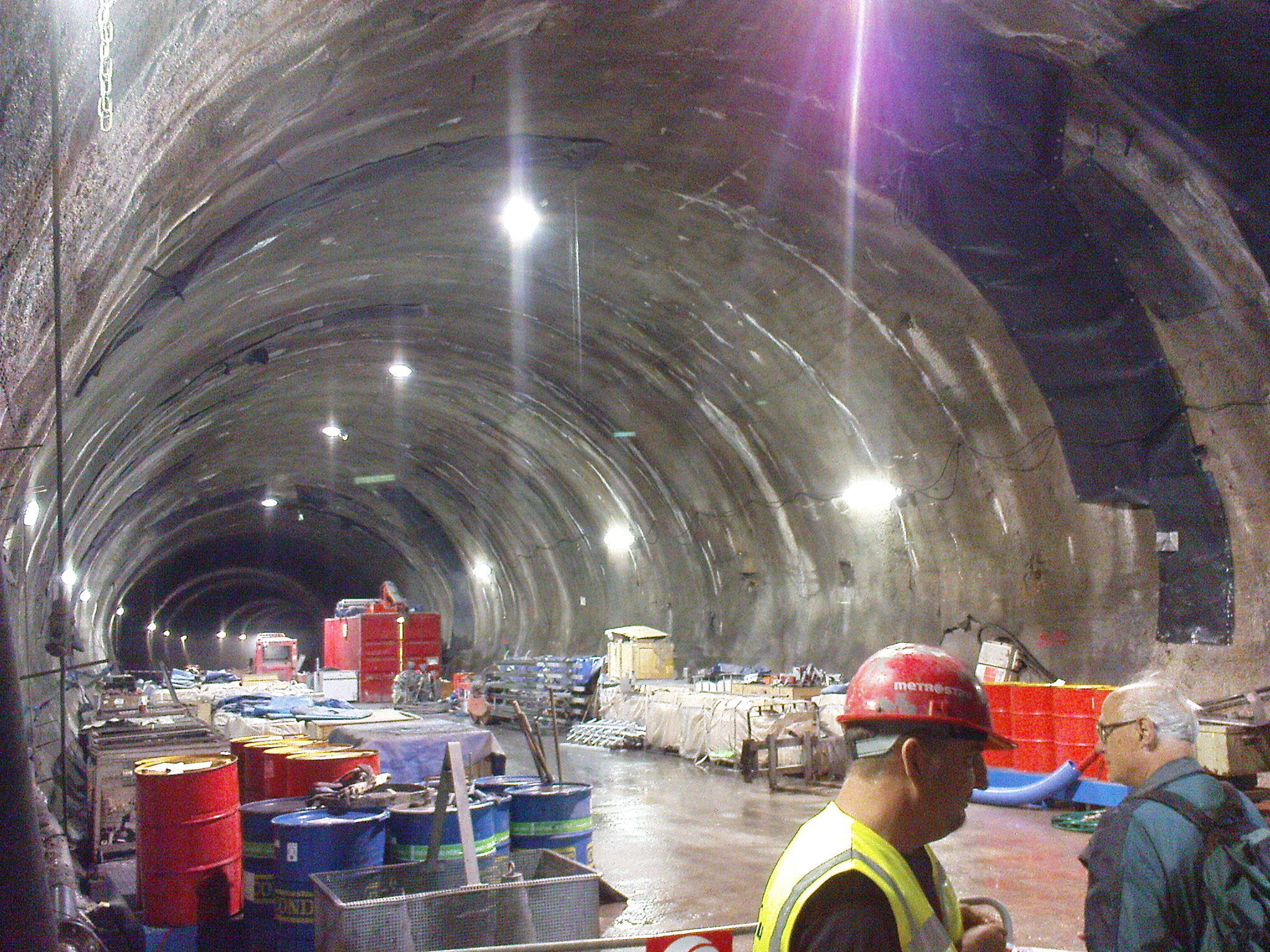
Tunel metra na Vypichu – pohled k Motolu (2011)

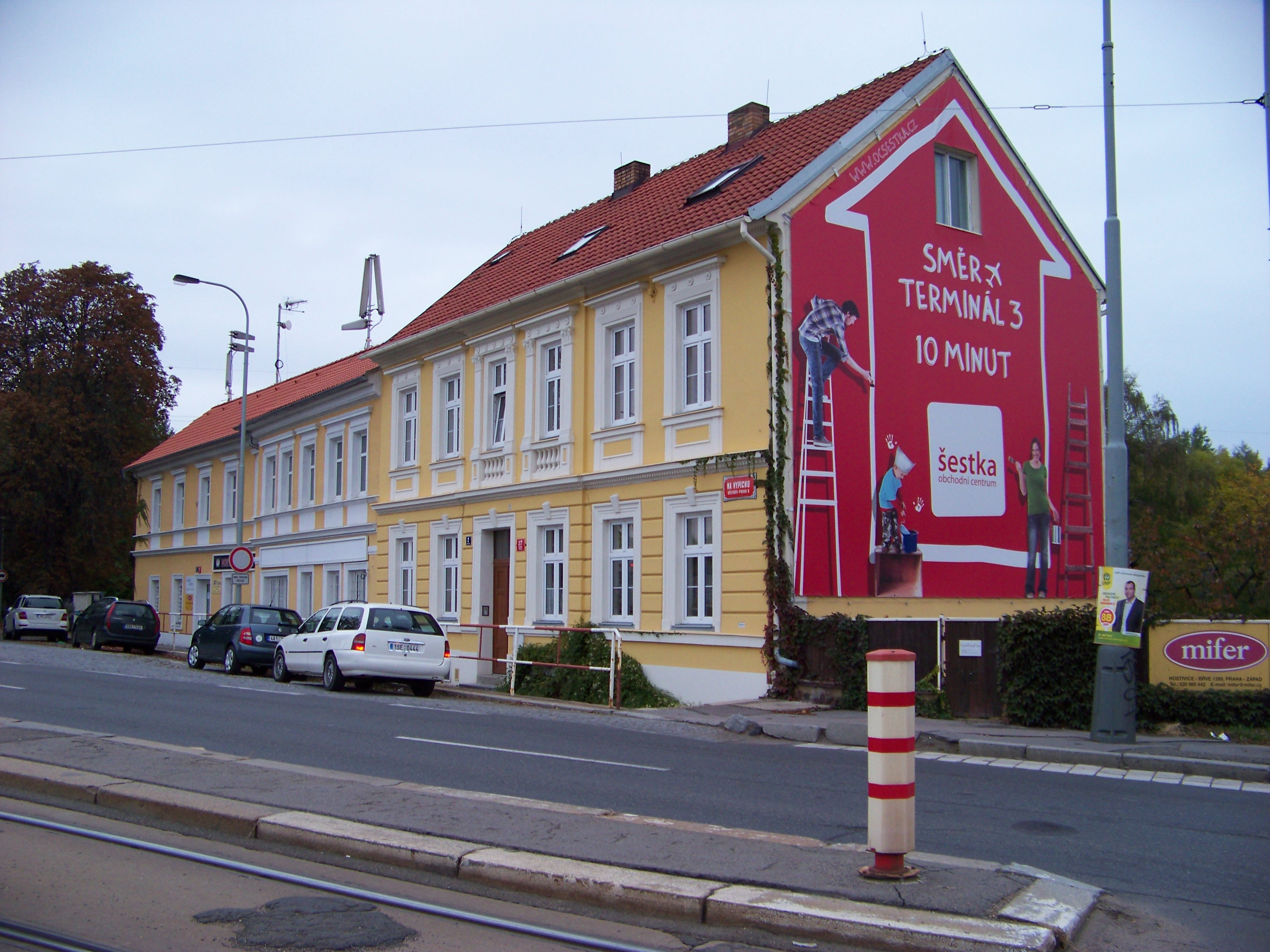
Blok domů č. 2, 4 a 6 (čp. 45,46 a 117) na křižovatce Bělohorské silnice a ulice Na Vypichu

Vypich (dříve také Vypichov) je pomístní název pro křižovatku a k ní přilehlou oblast v západní části velké Prahy. Rozkládá se na katastru Břevnova a Liboce až po předpolí Obory Hvězda a hranici Motola. 
Je tvořen velkou, téměř nezastavěnou plochou, rozdělenou na několik částí s křižovatkami, tvořenými historickými silnicemi a ulicemi. Z-V páteří je Bělohorská ulice (silnice), tvořící karlovarskou radiálu. S ní se diagonálně protínají ulice Na Vypichu se třemi vilami v západní části území při ohradní zdi obory a s blokem tří domů ve východním koutě  (čp. 45/XVIII, čp. 46/XVIII a čp. 117/XVIII),  ulice Ankarská a Kukulova ulice, zajišťující spojení z Petřin a Střešovic do Motola). Díky tomu je z křižovatky významný dopravní uzel, jak v automobilové dopravě, tak v městské hromadné dopravě. Kříží se tu několik autobusových linek městských (180, 191) i příměstských (902, 903). Dále Vypichem procházejí tramvajové linky 22, 25 a noční linka 97. Linka 22 zde má od roku 2020 jednu ze svých 4 konečných, stejně jako autobusová linka 174. V září 2009 zde byl otevřen největší hypermarket Kaufland v České republice, u něhož byla zároveň zřízena nová zastávka autobusů a tramvají Obora Hvězda.
Vzhledem k existenci nedaleké nemocnice tu byl zřízen heliport. Přes oblast Vypichu byla také zřízena i dvě vedení vysokého napětí, ukončená v transformátorovně Západ, umístěné nedaleko smíchovské Skalky. Pod Vypichem vede prodloužení trasy metra A (V.A) z Dejvické k Fakultní nemocnici v Motole a přiléhá k němu park Ladronka. 18. června 2011 se v tunelu metra na Vypichu konal „Den otevřených dveří“, podle Portálu hl. města Prahy jako první podobná akce po asi 40 letech.

## Historie

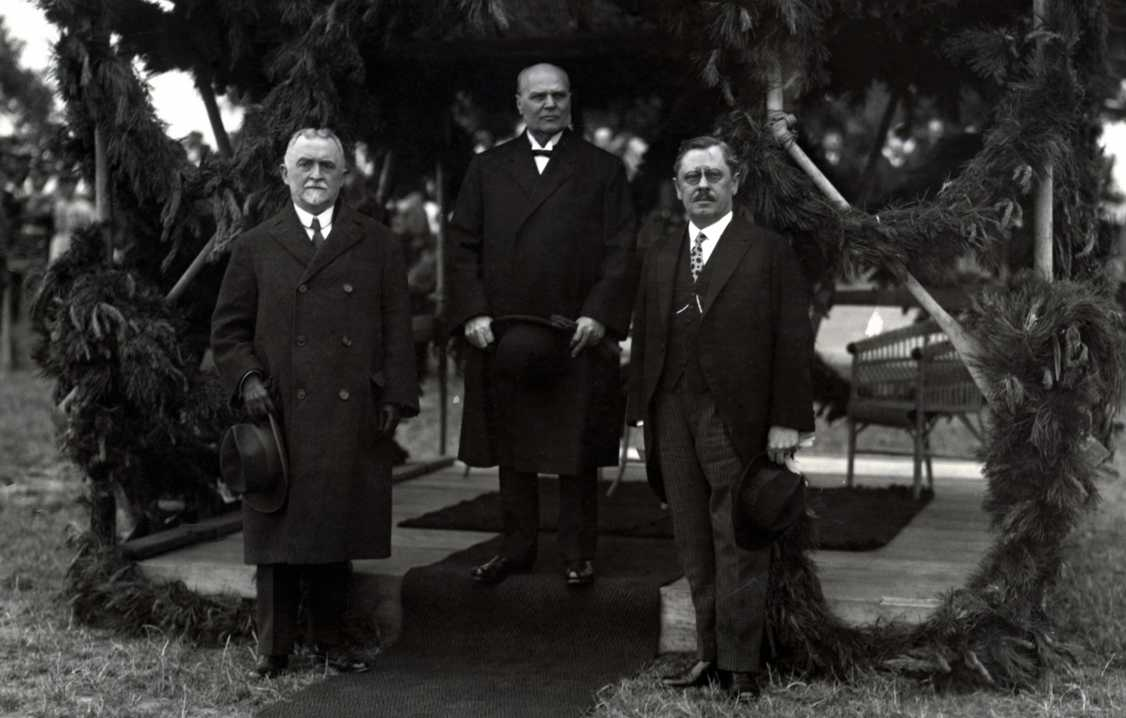
Prvorepublikoví politici Mořic Hruban, Antonín Švehla a Jan Malypetr na vojenské přehlídce právě na Vypichu (1927)

Název Vypich nebo Na Vypichu se užíval asi od přelomu 17. a 18. století pro odlehlé místo za Prahou, zaznamenané na mapě. Byly na něm vypíchnuty, to jest od vesnice Břevnova izolovány objekty: stejnojmenná usedlost Na Wipichu a  domy, označené později popisnými čísly 45, 46 a 117.. Ze severu k nim přiléhal velký pozemek Za panským špeycharem a krchowem neb na Petřinách. V západní části až k ohradní zdi obory Hvězda se v minulosti nacházelo velké vojenské cvičiště, na kterém se konaly vojenské přehlídky. V letech 1955–1985, v době konání celostátních spartakiád si zde Československá lidová armáda (ČSLA) stavěla velké stanové město pro ubytování armádních cvičenců, vojáků základní služby.
Nezastavěná plocha v místě bývalého cvičiště je občas využívána pro kulturní a společenské akce, jako je představení bitvy na Bílé hoře, či velké hudební koncerty pod širých nebem, například v letech 2009 a 2014 zde  rocková skupina Kabát uspořádala koncert pro několik desítek tisíc diváků.